# Йохан I фон Зирк-Илинген
Йохан I фон Зирк-Илинген (на немски: Johann I von Sirck, Herr zu Illingen; † 1339) от стария рицарски род фон Зирк е господар на Илинген на 17 км северозападно от Сарбрюкен в Саарланд.
Той е син на Арнолд IV 'Стари' фон Зирк, бургграф на Шауенбург († 29 април 1323) и съпругата му Йоханета фон Варсберг († сл. 1359), дъщеря на Йохан II фон Варсберг, сеньор де Тибурт, фогт на Маранге († 1314) и Лорета († сл. 1302). Внук е на Фридрих I фон Зирк († 1319) и племенник на Фридрих фон Зирк († 1323), епископ на Утрехт (1317 – 1323). Майка му се омъжва втори път за Дитрих фон Керпен-Илинген, господар на Илинген († 29 септември 1327/7 януари 1335).
Сестра му Елза фон Зирк († пр. 25 януари 1370) се омъжва пр. 11 септември 1350 г. за граф Ханеман I фон Цвайбрюкен-Бич († 1399/1400). Полубрат е на Дитрих, господар на Керпен, Варсберг и Илинген († сл. 1374).

## Фамилия
Йохан I фон Зирк-Илинген се жени за Елизабет де Шамблей († 1370), дъщеря на Жан де Шамблей († сл. 1332) и Беатриса фон Хаген-Мотен († сл. 1341). Бракът е бездетен.
Вдовицата му Елизабет де Шамблей се омъжва втори път пр. 21 май 1350 г. за вилдграф Ото фон Дронекен († 1409).